# بيتر هاردي
بيتر هاردي (بالإنجليزية: Peter Hardy)‏ هو ممثل أسترالي، ولد في 11 يناير 1957 في أستراليا.

## وصلات خارجية
- بيتر هاردي على موقع IMDb (الإنجليزية)
- بيتر هاردي على موقع قاعدة بيانات الفيلم (الإنجليزية)